# Giovanni Antonio Menavino
Giovanni Antonio Menavino (Voltri, Génova, 1492 - 15..?) fue un marino genovés hecho prisionero por los turcos, experiencia que fue narrada en un célebre libro.
Es conocido por I cinque libri della legge, religione, et vita de’ Turchi, también titulados Trattato dei costumi dei Turchi, publicado en 1548 en Venecia y Florencia, y fundado en un manuscrito de 1519, De rebus et moribus Turcarum, dedicado al papa León X. En él narra cómo cuando era adolescente e iba en la nave mercante de su padre fue capturado por los turcos y estuvo en la corte del sultán de Constantinopla como esclavo hasta que consiguió volver a su patria a través de Grecia en 1511. La obra es un amplísimo repertorio de datos sobre todos los aspectos de la vida de los turcos de entonces. En el quinto libro y último se concentra en dar datos sobre el ejército otomano. Contra lo que pudiera esperarse, la última versión del libro no está dedicada al emperador Carlos V, sino "al más cristiano rey de Francia", Francisco I. Esta obra sirvió como fuente para el Viaje de Turquía (1557), un largo diálogo renacentista español atribuido por unos a Cristóbal de Villalón y por otros al doctor Andrés Laguna.